# Пула (игрок в мини-футбол)
Вагнер Перейра Каэтано (род. 2 декабря 1980, Сан-Паулу), более известный как Пула — российский и бразильский игрок в мини-футбол, универсал. Выступал за сборную России по мини-футболу. Заслуженный мастер спорта России (2012).

## Биография
Воспитанник бразильского клуба «Фабен». Начал свою карьеру в «Карлос Барбозе», в 2004 году перебрался в Россию, где начал выступления за московский «Арбат». Игрок московского «Динамо» с лета 2006 года. Принял российское гражданство в январе 2008 года и вскоре был вызван в сборную России по мини-футболу. В её составе стал лучшим бомбардиром чемпионата мира 2008 года, а также серебряным призёром двух чемпионатов Европы.
В 2016 году сыграл в чемпионате Индии за клуб «Колката». 10 ноября 2016 года стал игроком московского МФК КПРФ.

## Достижения
- Серебряный призёр чемпионата Европы: 2012, 2014
- Полуфиналист чемпионата мира: 2008
- Чемпион Бразилии: 2001
- Обладатель Чаши Бразилии: 2001
- Победитель Клубного чемпионата Южной Америки: 2002, 2003
- Чемпион России: 2006/07, 2007/08, 2010/11, 2011/12, 2012/13, 2015/16
- Обладатель Кубка УЕФА: 2006/07
- Обладатель Кубка России: 2007/08, 2008/09, 2009/10, 2010/11, 2012/13, 2013/14, 2014/15
- Обладатель Межконтинентального кубка: 2013, 2018

Личные
- Лучший бомбардир чемпионата мира: 2008